# جودة المني

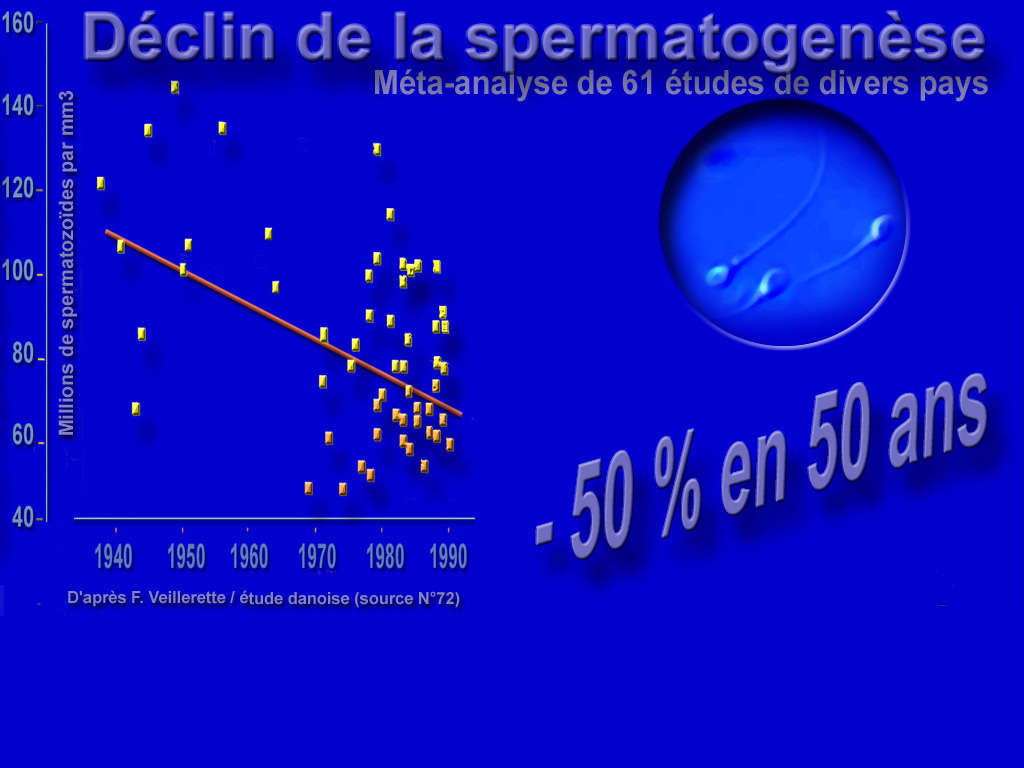

جودة المني أو جودة السائل المنوي (بالإنجليزية: Semen quality)‏ هو قياس لقدرة المني لإنجاع عملية التلقيح مع البويضة الأنثوية. ولذلك هو مقياس للعقم الرجالي. ولأهمية حالة الحيوان المنوي في عملية التلقيح، فأن كلا من الكمية والحجم عاملان أساسيان في جودة المني.